# Heugueville-sur-Sienne
 Heugueville-sur-Sienne  es una población y comuna francesa, situada en la región de Baja Normandía, departamento de Mancha, en el distrito de Coutances y cantón de Saint-Malo-de-la-Lande.

## Demografía
| 454 | 467 | 489 | 500 | 476 | 484 |
| Para los censos de 1962 a 1999 la población legal corresponde a la población sin duplicidades (Fuente: INSEE [Consultar]) |     |     |     |     |     |